# Digital transformation
La locuzione digital transformation (in italiano trasformazione digitale) indica un insieme di cambiamenti prevalentemente tecnologici, culturali, organizzativi, sociali, creativi e manageriali, associati con le applicazioni di tecnologia digitale, in tutti gli aspetti della società umana.
Agendo in maniera organica e combinata su questi elementi la digital transformation va oltre la semplice adozione di nuove tecnologie e permette di erogare servizi, fornire beni, far vivere esperienze, trovare, elaborare e rendere accessibili grandi quantità di contenuti indipendentemente dalla reale disponibilità di risorse (umane, materiali, intellettuali ed economiche, ecc.), creando pervasivamente nuove connessioni tra persone, luoghi e cose. L'implementazione delle tecnologie digitali nei sistemi organizzativi pubblici e privati può aumentare gli standard del livello di servizio e la trasparenza, migliorare le interazioni con i cittadini, stimolare l'innovazione, migliorare il processo decisionale e aumentare l'efficienza generale.
Il processo di digital transformation o trasformazione digitale è abilitato dallo sviluppo di nuove tecnologie, ma non si limita alla loro adozione, esso integra e coinvolge tutto l'ecosistema toccato dal processo, incentivando la trasparenza, la condivisione e l'inclusione di tutti i partecipanti.
Grazie a questo nuovo approccio il destinatario finale del valore creato dalla digital transformation è di fatto al centro dello sviluppo se non addirittura partecipe dello stesso, ottenendo così un accesso effettivo, efficace e consapevole al servizio stesso sia esso costituito da beni materiali, immateriali o dati.

## Dematerializzazione del cartaceo
La trasformazione digitale può essere pensata come il terzo stadio nell'abbracciare le tecnologie digitali: competenza digitale → utilizzo digitale → trasformazione digitale, con utilizzo e abilità di trasformazione nell'informare la letteratura digitale. Lo stadio della trasformazione significa che l'utilizzo digitale relativamente abilita nuovi tipi di innovazione e creatività in un particolare dominio, invece che semplicemente supporta i metodi tradizionali.
Quando la "trasformazione digitale" si riferisce al concetto di dematerializzazione dei documenti cartacei, gli si preferisce il termine "digitization", spesso tradotto semplicemente come digitalizzazione.

## Ambiti e successo della Digital Transformation
La trasformazione digitale interessa sia i business individuali che interi segmenti della società, come i governi, le comunicazioni di massa,  l'arte, la medicina e la scienza.
Il successo della trasformazione digitale di un'organizzazione sembra dipendere da cinque fattori: strategia, leadership, competenze della forza lavoro, cultura digitale e attenzione agli utenti. "Funzionalità aperte, co-creazione, un approccio focalizzato agli utenti e ai clienti" sono ciò che costituisce la 'mentalità digitale' di un'organizzazione. La trasformazione digitale ha colpito tutti gli aspetti della nostra società proprio come la prima rivoluzione industriale, ma a differenza di quest'ultima la velocità dell'innovazione digitale ha lasciato molte organizzazioni con leadership prive delle necessarie competenze lavorative. Il processo di digitalizzazione è stato descritto come una "sinergia pervasiva di innovazioni digitali nell'intera economia e società".

## Transformazione digitale nel settore pubblico
Rispetto al settore privato, le organizzazioni pubbliche sono spesso penalizzate da regolamenti inflessibili, gerarchie e strutture burocratiche, con leadership impreparate a comprendere e assimilare le nuove tecnologie, lasciando la responsabilità di guidare l'innovazione a dipartimenti più piccoli che mancano di personale e risorse finanziarie.  Si potrebbe sostenere che il divario di età e le competenze digitali nella pubblica amministrazione giochino un ruolo ancora più determinante delle risorse pubbliche. Questo può essere costatato dagli esempi di "buone pratiche" di governance digitale proposti dall'OCSE, in cui paesi come il Messico e la Colombia figurano ripetutamente. Un'altra considerazione interessante deriva dal fulcro delle strategie digitali implementate. Le organizzazioni che implementano strategie orientate ai costi, focalizzate per esempio sulla riduzione dei costi di fornitura dei servizi, hanno meno probabilità di maturare nel loro processo di digitalizzazione. Al contrario, le organizzazioni la cui trasformazione digitale è guidata dalla soddisfazione dei cittadini/utenti, registrano benefici duraturi. Tuttavia, anche le organizzazioni che mirano a migliorare la fornitura dei loro servizi spostando la loro attenzione sui clienti, spesso non riescono a includerli nella fase di creazione. In Belgio, solo un'agenzia governativa su cinque coinvolge i cittadini nella co-creazione di servizi digitali.

## Trasformazione digitale di un’attività commerciale.
Per alcune società la trasformazione digitale è difficile. Il potenziale del funzionamento digitale, se usato correttamente, può portare a una rapida crescita, ad esempio, agli inizi.
Ma come dimostra modo pratico della società Kodak di trattare la questione nei confronti delle fotocamere digitali, delle grandi aziende potrebbero mettersi nei guai se non si rendono conto del potenziale di utilizzo delle tecnologie digitali. Questo fenomeno è stato chiamato il dilemma di un innovatore. La trasformazione digitale ha anche un enorme impatto sulla struttura organizzativa delle Società.
Le tecnologie digitali non sono più solo uno strumento per supportare i processi aziendali, ma contribuiscono alla riprogettazione delle società. L'adattamento degli utenti è il processo di formazione dei dipendenti per utilizzare una nuova tecnologia digitale oppure applicazioni di programmazione. Il processo copre tutte le attività necessarie per garantire che gli utenti finali possano utilizzare il sistema come previsto. L’apprendimento include la formazione sull'alfabetizzazione digitale, la gestione dei cambiamenti e la progettazione dell'interazione con gli utenti. Una competenza chiave nel campo della trasformazione digitale è lo sviluppo della programmazione. I mezzi di implementazione che migliorano (tecnologie digitali e un potenziale dell’utilizzazione) significano che le aspettative dei clienti cambiano continuamente. Le società devono rispondere a questo oppure agire in modo preventivo per aiutare a formare queste nuove circostanze. La capacità di adattare il programmazione per supportare le mutevoli strutture organizzative delle società, nonché l'uso flessibile di piattaforme e altre risorse esterne, viene una competenza chiave per società nell'era delle tecnologie digitali. La riprogettazione delle strutture organizzative all'interno delle società richiede anche una nuova cultura dell’interazione con un personale di quelle.

## La trasformazione digitale in Italia
La trasformazione digitale nel settore pubblico italiano, è il risultato di anni di policy-making e public-private partnerships, e sembra aver trovato l'opportunità di crescere durante la pandemia del COVID-19.  Il Dipartimento per l'Innovazione del governo italiano presenta ogni due anni la linea d'azione operativa nello sviluppo della tecnologia dell'informazione pubblica. Per la realizzazione del Piano 2020-2022, i cittadini sono stati invitati a partecipare attivamente a un forum di discussione moderato dal Dipartimento per l'Innovazione nella diffusione e attuazione del Piano Triennale. Questo metodo di consultazione aperta è quasi unico, nella storia del policy-making italiano, e ha permesso ai membri del settore privato, ai cittadini interessati e ai giornalisti di accedere direttamente alla formulazione della prima bozza del Piano, consentendo suggerimenti al documento originale e aprendo discussioni sulle necessità che la politica doveva affrontare. L"agenda digitale" in Italia è stata per decenni spinta dal settore privato, ma l'instabilità politica da cui è affetto il paese, con un tempo medio per ogni esecutivo di 500 giorni, non ha permesso un tempo sufficiente per lo spostamento delle politiche. Negli ultimi 20 anni, il numero di agenzie responsabili dell'agenda dell'innovazione digitale del paese ha seguito i cambiamenti nell'esecutivo, che senza dubbio hanno avuto un'influenza nel ritardare l'avanzamento tecnologico del paese: a volte risultando in diverse agenzie con responsabilità sovrapposte, altre volte, lasciando un vuoto per anni dove nessuna agenzia aveva potere delegato sulla materia. Il recente "Piano di Innovazione Digitale 2022-2024" è fortemente focalizzato alla definizione del lavoro agile, e sull'implementazione nella pubblica amministrazione del concetto di 'digital first'.

## Stato di adozione del digitale
Nel novembre 2011, uno studio di tre anni condotto dal MIT Center for Digital Business e Capgemini Consulting ha concluso che soltanto un terzo delle aziende a livello mondiale ha un reale ed effettivo programma di trasformazione digitale.
Lo studio ha definito un "programma effettivo di trasformazione digitale" come un programma indirizzato a:
- "Il cosa": l'intensità delle iniziative digitali in azienda
- "Il come": l'abilità di un'azienda di padroneggiare i cambiamenti e ottenere risultati di business.[22]

Il nuovo report del MIT Center for Digital Business e Capgemini Consulting del 2015 ha trovato che "i business digitali maturi sono focalizzati principalmente sull'integrazione delle tecnologie digitali, come social, mobile, analytics e cloud, nei servizi di trasformare come il loro business opera. I business meno maturi sono invece focalizzati nel risolvere problemi di business con soluzioni tecnologiche individuali."
L'analisi dei dati, l'archiviazione, i servizi cloud, l'interattività e la cognizione convergente, la realtà aumentata con visualizzazione e simulazione, il riconoscimento dei modelli, l'apprendimento automatico e l'intelligenza artificiale stanno promuovendo la convergenza tra IT e sistemi embedded.

## Critica e limiti della trasformazione digitale
La trasformazione digitale non è sempre una scelta necessaria. Il pericolo è di incappare nelle conseguenze dei "miti della tecnologia. Ovvero:
- Il mito dell'innovazione, che occorre quando si pensa che c'è sempre qualcosa di meglio di quello che si ha ora. Il 'lato oscuro della tecnologia' entra in gioco quando ci si sente troppo a proprio agio con essa e si comincia a farne troppo affidamento. Si smette di essere innovativi perché è più necessario esserlo. Si smette anche di vedere il valore nel lavoro perché è così facile fare qualsiasi cosa ora. Allo stesso tempo, non sempre una compagnia ha le competenze tecnologiche necessarie per affrontare la trasformazione, e gli amministratori delegati hanno difficoltà nel comprendere il livello di competenza dei propri dipendenti.[25] Il 45% dei manager rispondenti ad uno studio, ha dichiarato di non credere che la propria azienda abbia la tecnologia di base necessaria per poter innovare ulteriormente.[26]

- Il mito dell'efficienza, dove le persone pensano di poter fare di più con meno tempo e sforzo senza capire veramente cosa stanno facendo. Uno dei miti è che la trasformazione digitale porterà all'efficienza sul posto di lavoro. Questo mito è stato sfatato da molti studiosi che hanno dimostrato che la trasformazione digitale può effettivamente portare a inefficienze a causa dei cambiamenti che porta nei processi e nelle strutture di lavoro. Ogni volta che nasce una nuova tecnologia, si dà per scontato che renderà la vita più facile e più efficiente. Tuttavia, la verità è che ci sono molti costi e rischi nascosti nell'adozione di nuove tecnologie. Per esempio, quando si passa dalla carta ai documenti elettronici, si deve affrontare il rischio di perdita di dati e di attacchi informatici. Inoltre, quando si usano assistenti AI per tutto al posto delle persone, questo porterà a tassi di disoccupazione più alti che mai. La trasformazione digitale può anche portare a un aumento della produttività, ma questo non accade per tutti o per tutte le aziende. Secondo alcuni sondaggi, solo il 16% degli impiegati crede che la trasformazione digitale abbia migliorato la propria performance e sia sostenibile sul lungo termine.[27]
- Il mito del miglioramento si riferisce alla convinzione che la tecnologia renderà sempre migliore la nostra vita. Questo mito esiste da decenni ed è stato usato da molte aziende per vendere i loro prodotti o servizi. Tuttavia, questo mito non tiene conto di come gli esseri umani reagiranno a questi cambiamenti nella società e di come influiranno sulle nostre vite in futuro. Infatti, l'84% dei progetti di trasformazione digitale falliscono a causa della mancata adozione della tecnologia. Questo accade perché spesso i dipartimenti IT lavorano in 'silos', cioè viene a mancare la comunicazione tra i vari compartimenti di un'organizzazione. Un'altra ragione, è che i dipendenti non vengono inclusi nel processo di trasformazione, o trovano le informazioni ricevute troppo difficili da leggere e implementare.[28] Studi hanno individuato che solo il 70% delle trasformazioni digitali fallisce per resistenza degli impiegati alla nuova tecnologia.[29] Ciò nonostante, in un altro sondaggio che chiedeva ai dipendenti quale fossero le barriere alla trasformazione digitale, quest'ultimi hanno identificato il proprio CEO come l'elemento di disturbo.[30]
- Il mito dell'immaterialità. Una nozione comune è quella che la tecnologia riguardi aspetti immateriali e intangibili. In realtà, per il funzionamento di qualsiasi progetto di ICT, servono delle infrastrutture materiali, con i costi di mantenimento e energetici che ne derivano. Oltre il 59% degli intervistati in uno studio cita infrastrutture e strumenti obsoleti come una barriera al successo della trasformazione.[31]
- Un altro mito della trasformazione digitale è che sia neutrale e equa per tutte le persone. Anche questo potrebbe non essere vero, perché ci sono molte conseguenze di una errata trasformazione digitale - come la cattiva gestione dei dati, - che possono influenzare gli utenti in modi diversi e renderli meno uguali di quanto fossero prima della creazione di Internet.[32] Mentre la tecnologia elimina l'errore umano, non è impermeabile al fallimento, quindi si rischia di perdere il controllo dei nostri dati se ci si affida a qualcosa che non è affidabile al 100%. Rinunciare al potere ci espone anche alla criminalità informatica, come gli hacker, che hanno un potenziale dannoso illimitato. Alcune ricerche suggeriscono che alcune aziende potrebbero beneficiare maggiormente da una ristrutturazione della loro organizzazione, che da una trasformazione digitale.[33]

Allo stesso modo, come è vero che COVID-19 accelera la trasformazione digitale sia nel settore pubblico sia in quello privato, la sostenibilità della nuova innovazione dovrà affrontare la sfida del tempo: poiché è improbabile che lo "slancio" fornito dalla pandemia si ripeta, la domanda è ora quante aziende ed enti pubblici completeranno la loro trasformazione, e come continuerà il processo di innovazione nel tempo.